# Linia kolejowa Roma – Formia – Napoli
Linia kolejowa Rzym-Formia-Neapol (zwana również jako Direttissima Roma – Napoli) – linia kolejowa, stanowiąca część głównego korytarza północ-południe tradycyjnej włoskiej sieci kolejowej. Oddana została do użytku w 1927 roku jako szybkie połączenie, alternatywa dla istniejącej linii Rzym-Neapol przez Cassino, znacznie skracając czas podróży. Równolegle do istniejącej linii zbudowana została kolej dużych prędkości Rzym-Neapol, którą otwarto częściowo w 2005, a całość w 2009.